# Ширванская
Ширванская — станица в Апшеронском районе Краснодарского края России. Входит в состав Новополянского сельского поселения.

## География
Станица расположена в горно-лесной зоне, в долине реки Пшеха, в 9 км к югу-западу от Апшеронска. Находится на северном склоне Главного Кавказского хребта, в 115 км к юго-востоку от Краснодара и в 55 км от Майкопа (по дороге).

### Рельеф
Основная часть территории станицы — холмистая. Перепад высот находится в диапазоне от 221 до 301 метра над уровнем моря.

### Климат
| Показатель                         | Янв.  | Фев. | Март | Апр. | Май  | Июнь | Июль | Авг. | Сен. | Окт. | Нояб. | Дек.  | Год   |
| ---------------------------------- | ----- | ---- | ---- | ---- | ---- | ---- | ---- | ---- | ---- | ---- | ----- | ----- | ----- |
| Абсолютный максимум, °C            | 19,0  | 24,1 | 29,4 | 27,5 | 33,0 | 39,0 | 39,0 | 37,9 | 37,8 | 31,0 | 26,4  | 22,4  | 39,4  |
| Средний суточный максимум, °C      | 4,0   | 4,0  | 7,8  | 14,5 | 19,6 | 23,2 | 26,8 | 26,2 | 21,6 | 16,2 | 10,0  | 5,1   | 15,0  |
| Средняя температура, °C            | 0,6   | 3,1  | 5,6  | 11,6 | 15,3 | 20,1 | 23,2 | 23,6 | 18,6 | 12,3 | 8,6   | 3,1   | 14,7  |
| Средний суточный минимум, °C       | −0,5  | −1,2 | 1,8  | 6,8  | 11,2 | 15,3 | 18,6 | 18,2 | 14,1 | 9,5  | 4,6   | 0,5   | 8,9   |
| Абсолютный минимум, °C             | −21,8 | −20  | −7   | 3,2  | 7,1  | 12,0 | 17,3 | 14,9 | 7,4  | −3   | −10,6 | −16,7 | −21,8 |
| Норма осадков, мм                  | 52    | 34   | 65   | 58   | 133  | 118  | 86   | 39   | 64   | 57   | 61    | 62    | 829   |
| Источник: Яндекс.Погода, Гисметео. |       |      |      |      |      |      |      |      |      |      |       |       |       |

## История

### Ранняя история
Станица основана 17 августа 1863 года. Новые поселения, которые основывались на землях Краснодарского края, нередко получали названия по наименованию полков или батальонов Кубанского войска. Таким образом, станица Ширванская получила своё название по наименованию 84-го пехотного полка.
В 1873 году в Николаевскую церковь станицы требовался священник. На тот момент в станице проживало 465 человек.
В первых годах XX века собрали денег на строительство церкви и в 1904 году Николаевскую церковь достроили. Церковь находилась чуть севернее центра.
В ходе революции 1917 года Николаевская церковь была полностью разрушена.
После прихода Советской власти не все казаки хотели встать под знамя коммунизма. Они продавали свои дома и уезжали с семьями из страны.
В 1930-е годы началось раскулачивание зажиточных казаков станицы. Многие жители побросали всё и убежали. Многие были выселены в Сибирь или расстреляны.

### Военный и послевоенный период
К началу Второй мировой войны Ширванская практически опустела. Некоторые из оставшихся жителей угнали скот в горы и сами скрывались там.
С 10 августа 1942 года в районе станицы развернулось наступление немецко-фашистских войск, развернувшихся в Апшеронском районе, являющихся частью Битвы за Кавказ. С середины января 1943 года 9-я кавказская горно-стрелковая дивизия заняла оборону на реке Пшеха, и совместно с 195 горного-минометного полка РГК из частей партизанских отрядов Апшеронского района в ходе боев смогла освободить станицу 26 января 1943 года.

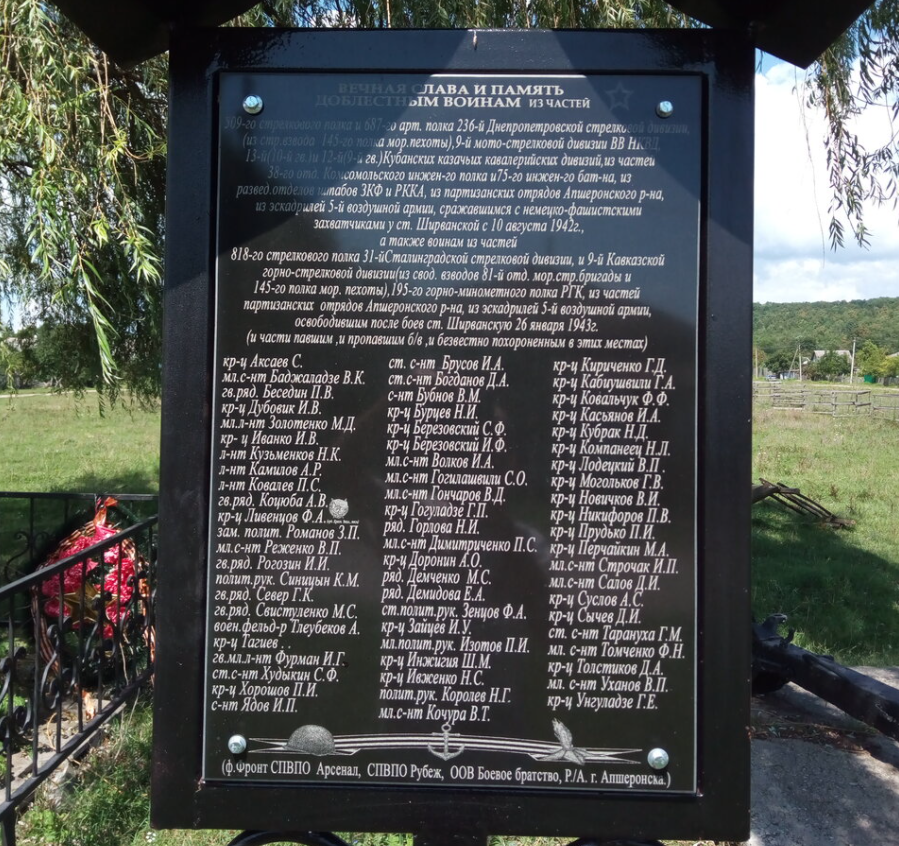
Мемориальная доска на горе

В 1950-е годы по территории Ширванской начали собирать останки погибших солдат. Было уже неизвестно, советский это солдат или немецкий, свезли их останки, выкопали яму на горе станицы и поставили там же памятник неизвестным солдатам. Сам памятник был изготовлен из кирпича и глины силами жителей станицы.
В период 1950-80-е всё отстраивалась буквально заново. Строились новые дома, протягивали водопровод, построили небольшую школу, ставили столбы уличного освещения
В 1980-е предположительно вбили трубу в землю на месте текущего родника, и вода пошла. Местные называют воду из родника «серебрянкой».
Новейшая история
В 1998 году жителями станицы была найдена пушка в реке Пшеха. Впоследствии она была установлена рядом с памятником в память о проходящих тут боях во время Второй мировой войны
В 2011 году в память о Николаевской церкви воздвигли крест на том же месте, где она стояла раньше.
В 2015 году начали строительство полной копии разрушенной Николаевской церкви. в 2018 году возвели стены, и дальше строительство прекратилось из-за нехватки денег.
С 2018 года началось строительство православного храма в честь Святой Троицы возле родника. Стройка на момент сентября 2024 года продолжается. Сейчас построено 4 здания: часовня праведного Авраама, купель, иконная лавка и родник святого Иоанна Предтечи. Так же возвели мраморную ротонду с изображением Святой троицы.

Храм
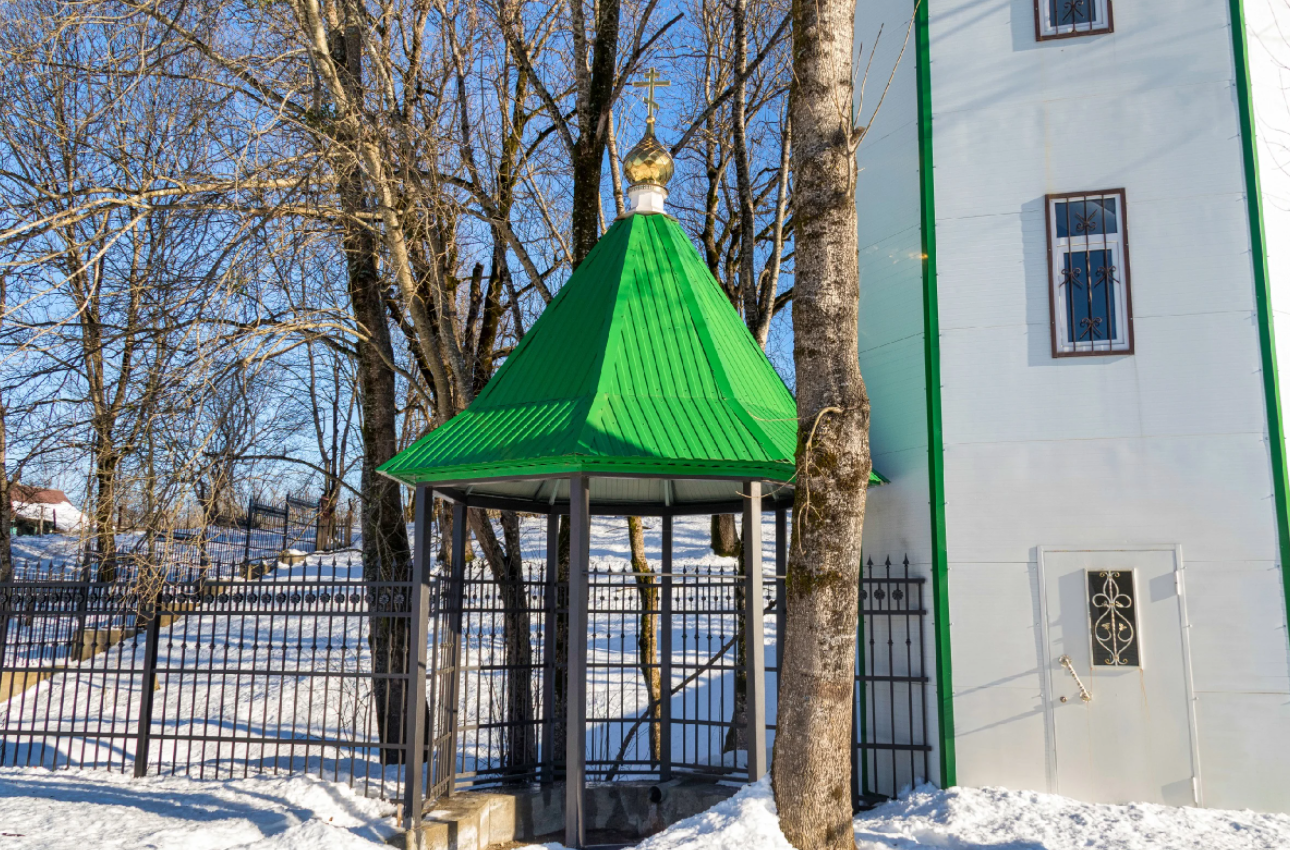
Родник
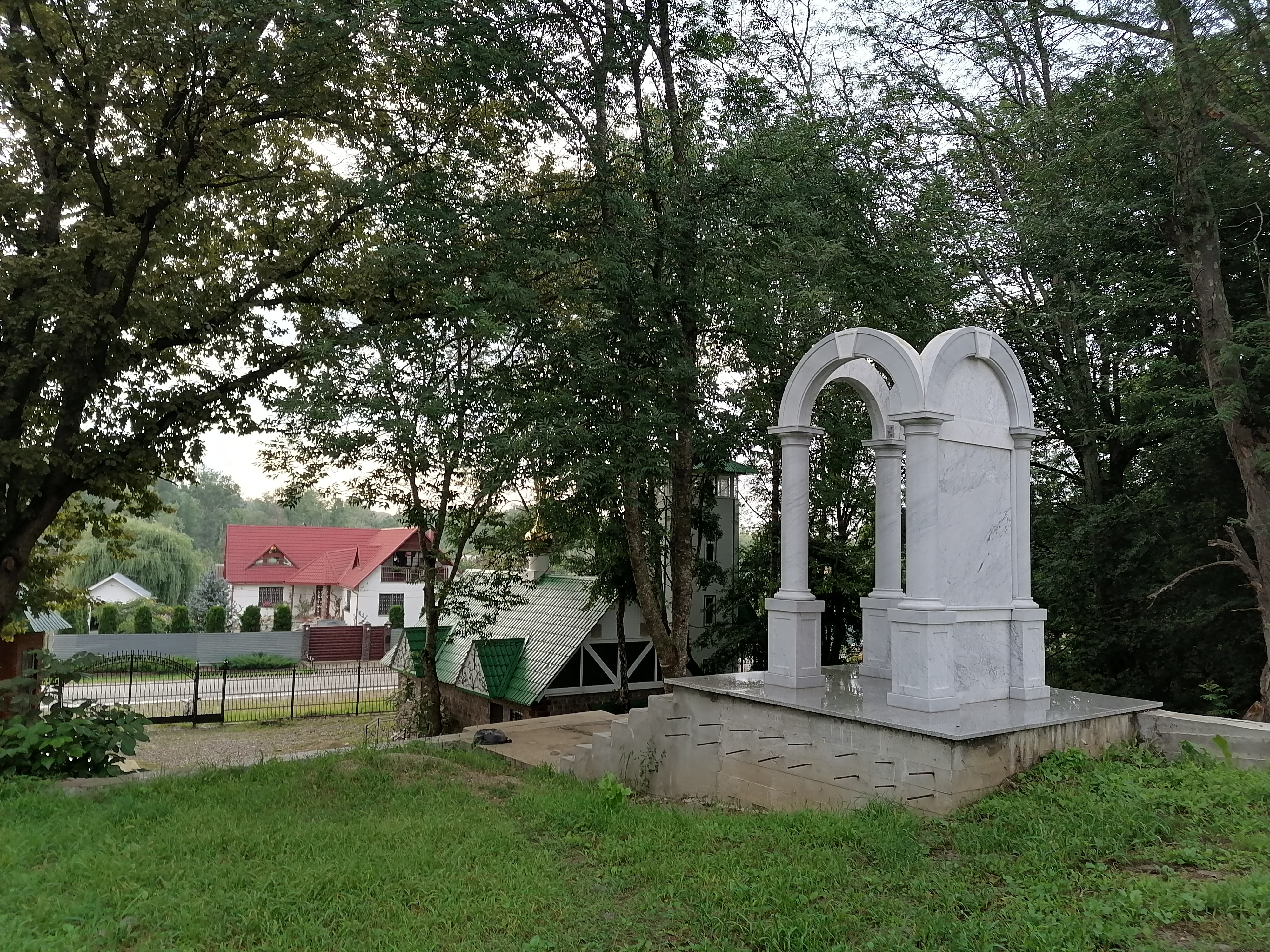
Общий вид

## Население
| 2002 | 2010 |
| ---- | ---- |
| 622  | ↗646 |

## Инфраструктура

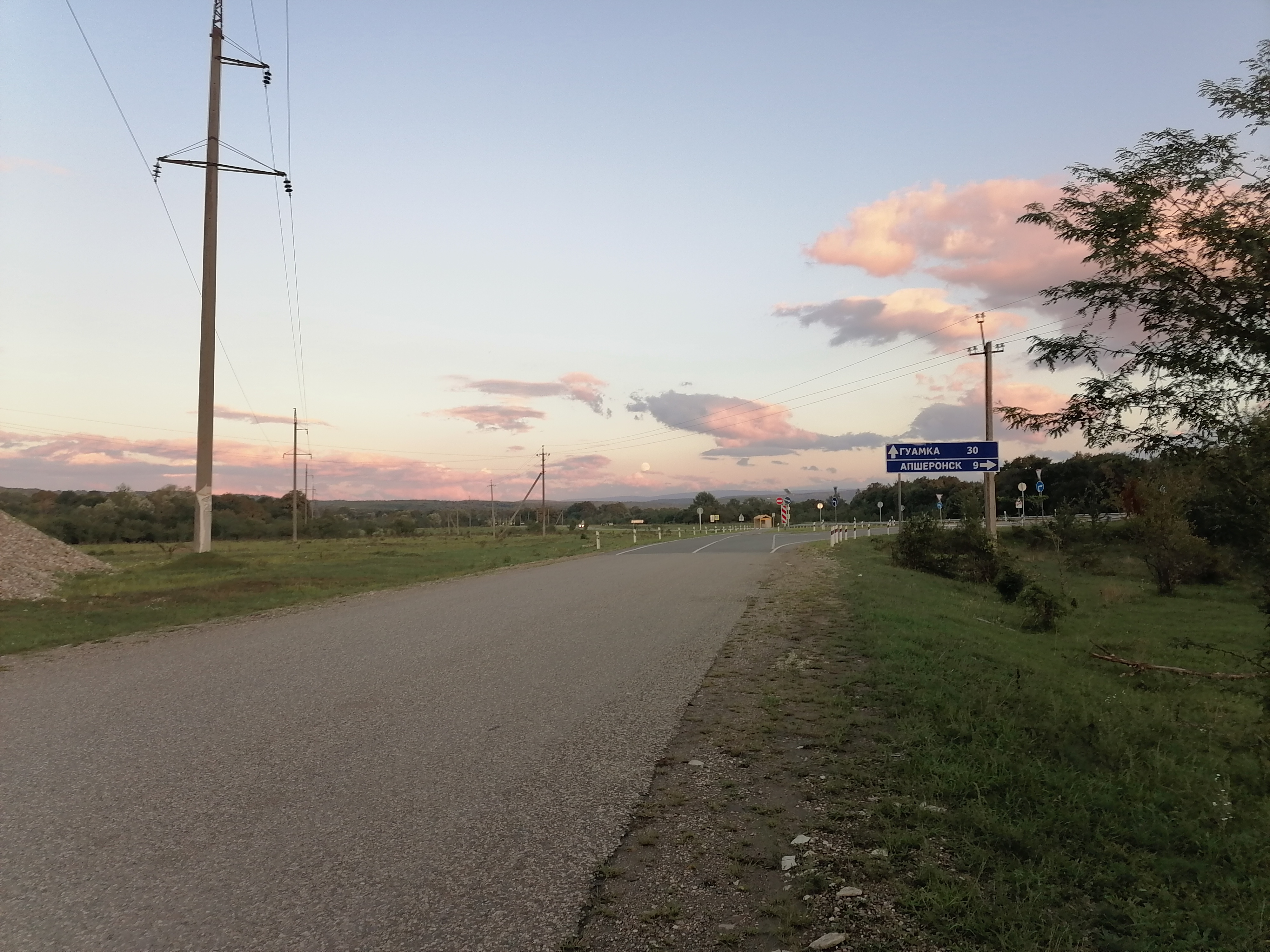
Въезд в станицу

В станице работают: почтовое отделение, пункт выдачи заказов Ozon, библиотека, лесопилка, фельдшерско-акушерский пункт, два кафе: «у Ясеня», «Лезгинка» и палатка с горным мёдом на трассе.
Рядом с речкой есть пляж, рядом с ул. Речная.

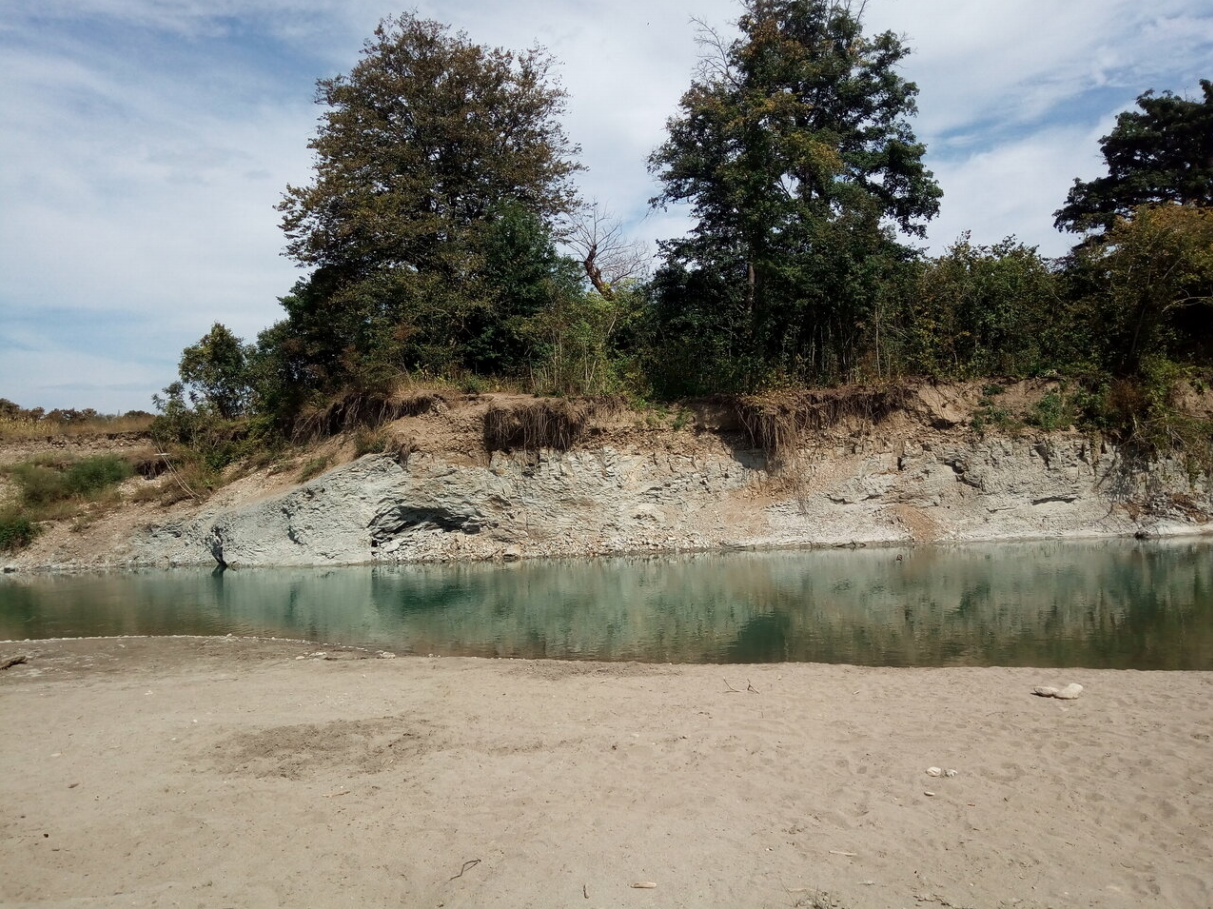
Пляж

### Магазины

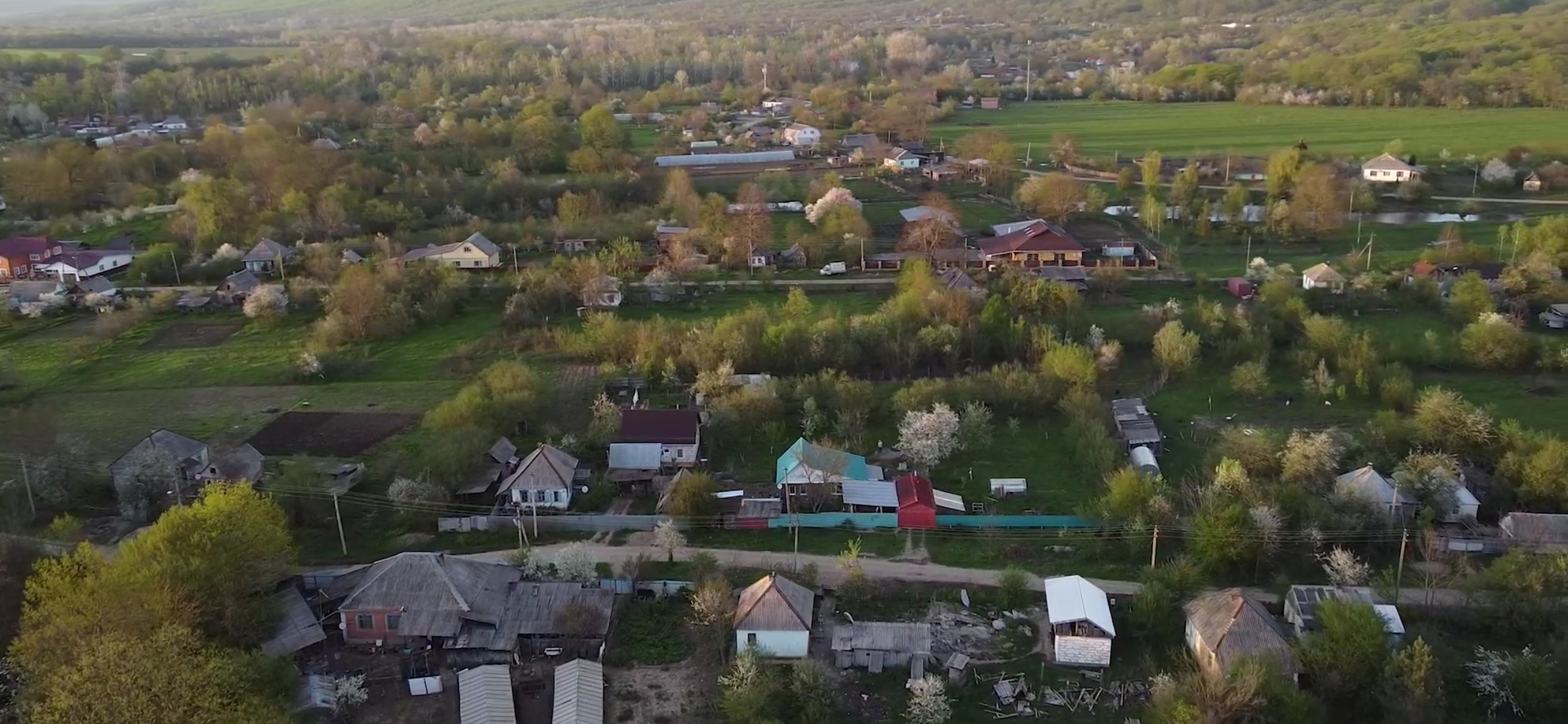
Вид сверху над ул. Трудовой

- Магазин «Дуэт» на Шоссейной улице.
- Продуктовый магазин на Майкопской улице.

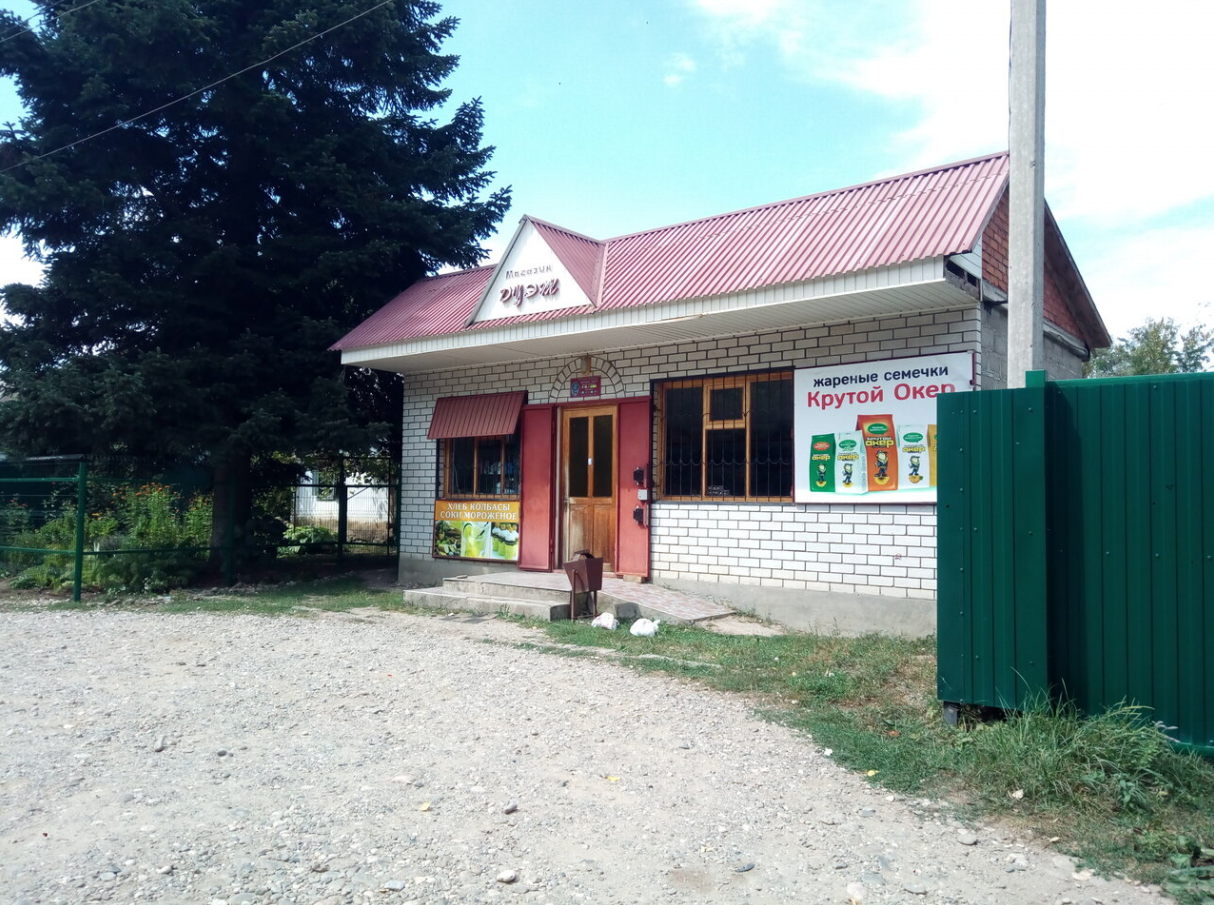
Магазин «Дуэт»
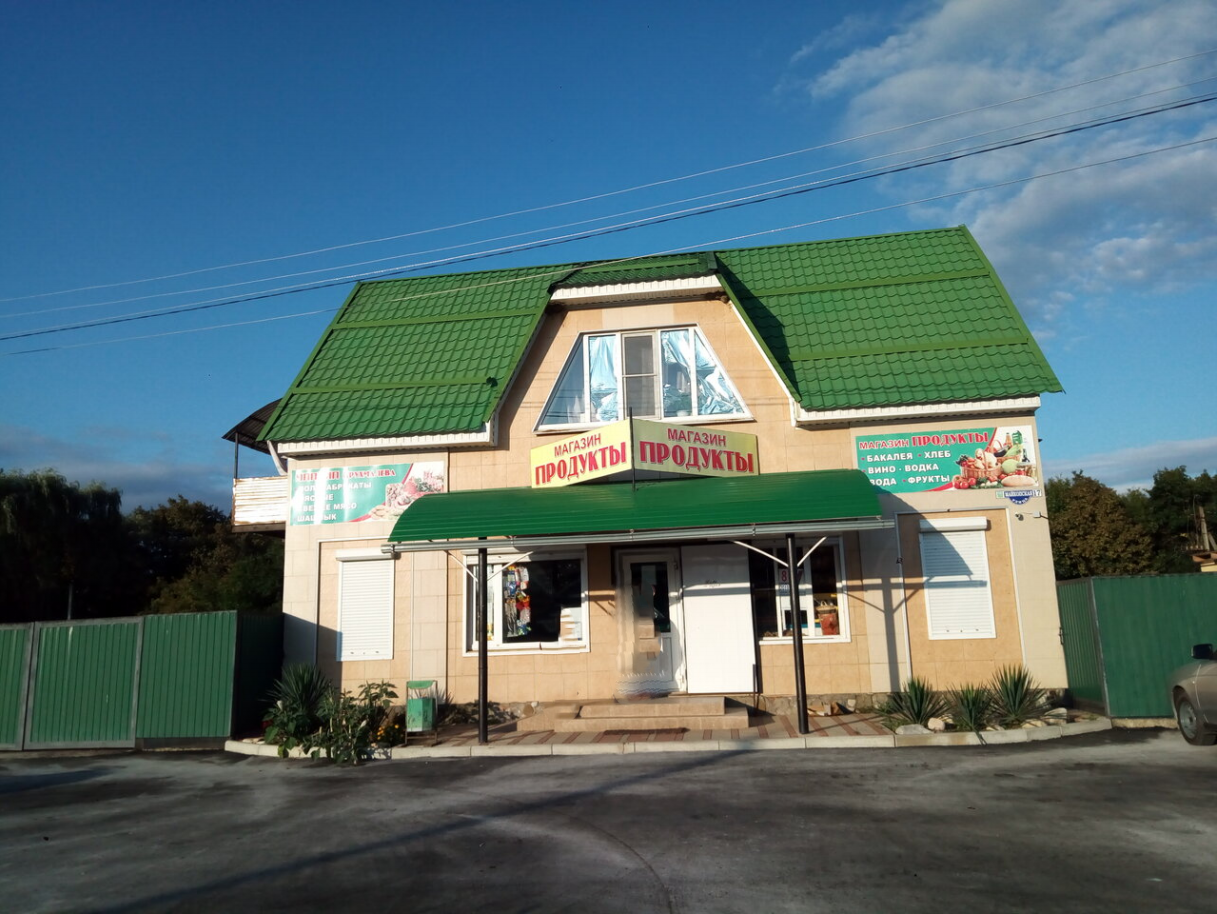
Продуктовый магазин

## Транспорт и связь

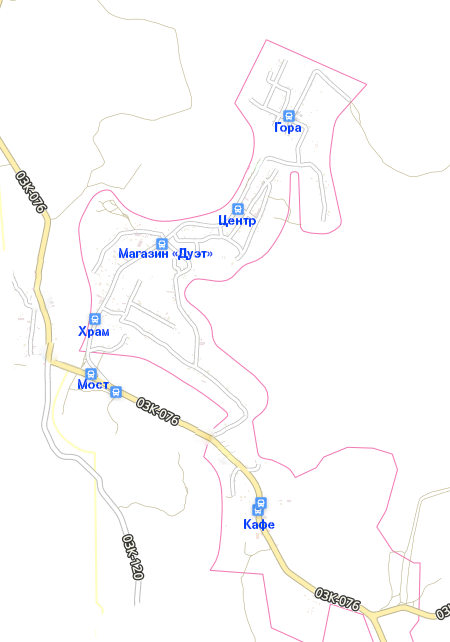
Остановки

В станице построено 10 остановок, из них используется 6. на которых. На момент 2024 года ходит лишь два рейса, из Апшеронска в Черниговскую и обратно. Автобус, который развозит пассажиров - списанный школьный автобус ПАЗ 

## Связь
В станице услуги связи и интернета представляют следующие операторы:
- МТС — GSM
- Теле2 — LTE

## Религия
- Николаевская церковь на Советской улице
- Православный храм в честь Святой троицы на Шоссейной улице

На Шоссейной улице рядом с храмом расположен комплекс, состоящий из часовни праведного Авраама, купели, иконной лавки и родника в честь святого Иоанна Предтечи. В 5 метрах от храма построена мраморная ротонда с изображением Святой троицы.

Панорама возле Храма на ул. Шоссейной

Есть местное кладбище.

## Базы отдыха
В станице работают три базы отдыха:
- Райское местечко на Майкопской улице
- Орхидея на Речной улице
- Ширванка LIVE на Пионерской улице

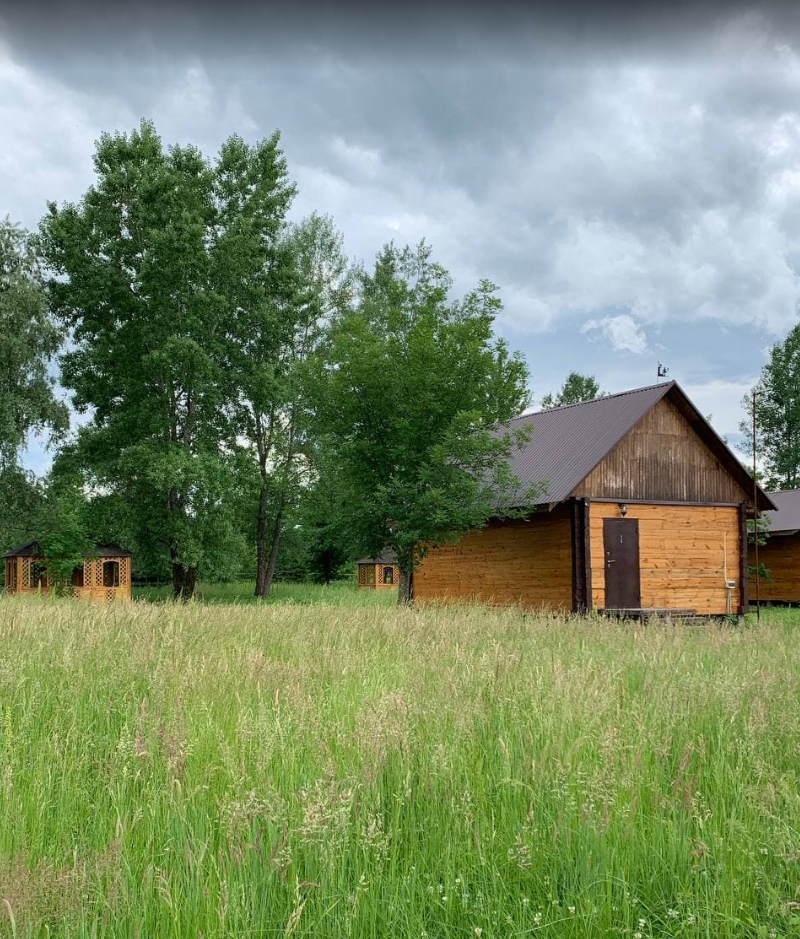
Райское местечко